# Priyanka Xi
Priyanka Xi (* 28. Juli 1991) ist eine neuseeländische Schauspielerin. Bekanntheit erlangte sie vor allem durch ihre Rollen der Chelsea Regans in der neuseeländischen Serie The Killian Curse im Jahre 2006, sowie durch ihre Rolle der Kirstie MacMorrow im US-amerikanisch-neuseeländischen Fantasyfilm Mein Freund, der Wasserdrache (2007).

## Leben
Ihren ersten nennenswerten Auftritt hatte die im Sommer 1991 geborene Neuseeländerin im Jahre 2002 im Ballett Die Prinzessin auf der Erbse, wo sie die Erbse spielte. 2003 war sie in Irina’s Russian Ballet School in der Hauptrolle der Clara im Ballett Der Nussknacker zu sehen. Vermehrte Einsätze in diversen Produktionen hatte Xi schließlich im Jahre 2005, als sie in den Stücken Dance Your Socks Off und Never the Twain eingesetzt wurde und in den Shakespeare-Stücken Der Sturm und Romeo und Julia zu sehen war. Die drei letzten Engagements hatte sie allesamt während ihrer High-School-Zeit an der Wellington High School. Des Weiteren war sie 2005 im Theatersport ihrer High-School-Schauspielgruppe aktiv und hatte auch ihre ersten Filmauftritte in den beiden Kurzfilmen A Place To Call Home von Regisseur Noor Razzak und Timothy von Echolocatia Films. 2006 war Priyanka Xi in sechs von sieben Episoden der neuseeländischen Serie The Killian Curse in der Rolle der Chelsea Regans zu sehen. In ebendiesem Jahr wurde sie auch in die US-amerikanisch-neuseeländische Co-Produktion Mein Freund, der Wasserdrache gecastet, wo sie schließlich in der Nebenrolle der Kirstie MacMorrow zu sehen war. Für den Film, der an der Küste Schottlands im Zweiten Weltkrieg spielt, wurde ihr ein schottischer Dialekt antrainiert; zudem wurde sie am Wellington Performing Arts Centre vom bekannten Schauspieler und Schauspiellehrer Charlie Bleakley im Filmschauspiel ausgebildet. Während Jay Russells Mein Freund, der Wasserdrache im Jahre 2007 seine Premiere feierte, war die junge Nachwuchsschauspielerin bereits an ihrem nächsten Filmprojekt zugange. In Peter Jacksons In meinem Himmel war sie an den Prävisualisierungsarbeiten in der Hauptrolle der Susie Salmon im Einsatz, wurde bei den eigentlichen Filmarbeiten allerdings durch die bereits mit einem Oscar nominierte und mit zahlreichen weiteren Filmpreisen ausgezeichnete Saoirse Ronan ersetzt. In den Folgejahren ist nur wenig über die Arbeit der 166 cm großen Schauspielerin bekannt; ab 2013 nahm sie schließlich am The Actors’ Program, einer einjährigen Schauspielausbildung, am The Auckland Performing Arts Centre, kurz TAPAC, teil. Von Februar bis März 2014 spielte sie unter anderem die Saunders im Stück Fallen Angels der Auckland Theatre Company.
Weitere Ausbildung genoss Priyanka Xi für sechs Jahre am Capital E National Theatre for Children in Wellington sowie für weitere fünf Jahre am bereits erwähnten Wellington Performing Arts Centre. Insgesamt zwei Jahre wurde sie auch im Musical-Theaterschauspiel ausgebildet und war selbst sechs Jahre lang Chorsängerin. Außerdem wurde sie sieben Jahre lang als Balletttänzerin trainiert, dabei vor allem in den Methoden „Russisches Ballett“ und „RAD“.

## Filmografie
- 2005: A Place To Call Home (Kurzfilm)
- 2005: Timothy (Kurzfilm)
- 2006: The Killian Curse (Fernsehserie, 6 Episoden)
- 2007: Mein Freund, der Wasserdrache (The Water Horse: Legend of the Deep)

## Bühnenauftritte
- 2002: Die Prinzessin auf der Erbse (Ballett)
- 2003: Der Nussknacker (Ballett)
- 2005: Dance Your Socks Off
- 2005: Never the Twain
- 2005: Der Sturm
- 2005: Romeo und Julia
- 2005: Theatersport
- 2014: Fallen Angels